# Сара Колак
Сара Колак (Лудбрег 22. јун 1995) је хрватска атлетичарка чија је специјалност бацање копља. Чланица је АК Кварнер из Ријеке. Њен лични рекорд је уједно и хрватски рекорд, а износи 66,18 м, који је постигла на Олимпијским играма у Рио де Жанеиру, када је освојила златну олимпијску медаљу. Освајачица је и бронзане медаље са Светском јуниорском првенству 2014. и Европског јуниорског првенства 2013. и освајачица европске јуниорске бронзе из 2013. године.

## Спортска каријера

### Почеци и јуниорски успеси
Сара Колак је прве атлетске кораке направила је у основној школи, где је њену даровитост препознао професор физичког васпитања. На настави физичког почела је бацати лоптицу, варијацију бацања кугле, па је у тој категорији убрзо почела одлазити на такмичења. Будући да је још као ученица седмог разреда најбаље бацала лоптицу на такмичењима за тај узраст, почела је да тренира бацање копља у Атлетском клубу Слобода из Вараждина.
Након врло добрих резултата на кадетским првенствима, одлази у ријечки клуб „Кварнер”, где је уписала те се уписала у Прву ријечку гимназију. Упоредо са похађањем гимназије, наставила је тренирати копље. Прву годину живела у ђачком дому, након чега се цела породица преселила у Ријеку. Почетком 2013. године прешла је у јуниоре. чиме је омогућила и наступ на европским и светским јуниорским првенствима.
На Европском јуниорском првенству 2013. у италијанском Риетију освојила је бронзану медаљу бацивши копље 57,79 метара, поставивши свој лични и поправивши државни јуниорски и сениорски рекорд за 99 центиметара. Након своје прве јуниорске медаље, имала је повреду леђа и рамена, због чега је пропустила неколико мањих јуниорских такмичења.
Следеће године се опоравила и освојила бронзану медаљу на Светском јуниорском првенству у јулу 2014. одржаном у Јуџину, у америчкој савезној држави Орегону. У финалу бацила је копље 55,74 метра, за 60 центиметара боље од четвртопласиране Пољакиње Марцелине Витек.
Након своје друге освојене бронзе почела је поново осећати болове па је у октобру 2014. оперисала напукнуто десно раме у Крапинским Топлицама. Након тешке и дуготрајне операције, изгубила је на тежини и почела са опоравком. Због опоравка се није такмичила целу 2015. годину.

### Сениорска каријера

#### 2016: Европска бронза и олимпијско злато
Почетком 2016. званично је прешла у сениорску конкуренцију и почела тренирати после једногодишњег опоравка.
Лични рекорд поправила за 2,45 метара 29. фебруар 2016. на отвореном првенству Словеније. Као чланица АК »Кварнер« бацила је нови хрватски рекорд у бацању копља резултатом од 60,24 метра, чиме је испунила норму (57,50 м) за Европско првенство у Амстердаму. Овим је постала прва жена из Хрватске која је бацила копље преко 60 метара. Величина успеха је и у томе што је рекордно бацање постигла у првом наступу након повреде и 15 месеци одсуства са такмичења.
На отвореном бацачком првенству у Сплиту 6. марта 2016. побољшала је опет лични и хрватски рекорд за преко 2 метра, на 62,75 метара и остварила олимпијску норму и постала 11. хрватска атлетичарка која се пласирала на Олимпијске игре 2016. у Рију де Женеиру.
Средином марта учествовала је на Зимском купу Европе у бацачким дисциплинама у румунском Араду, где је освојила сребро хицем од 58,11 метара.
Након што је остварила норму за Олимпијске игре 2016, с тренером Андрејом Хајнсеком почела се припремати за Европско првенство 2016. у Амстердаму. Тамо је почетком јула у трећој серији финала бацила је копље 63,50 метара поновно постављајући хрватски рекорд и освојила бронзану медаљу, своју прву медаљу у сениорској конкуренцији. Бацила је даље од светске првакиње Катарине Молитор и двоструке олимпијске победнице и светске рекордерке Чехиње Барборе Шпотакове.
Иако је на Олимпијске игре у Рио де Жанеиру дошла као дебитант, оправдала је све своје пређашње успехе. Квалификације је отворила са два слаба хтца од 55,68 и 55,86 метара и заузимала 15. место. У трећој серији бацила је копље 64,30 метара, поново поправивши хрватски рекорд за 80 центиметара и 3. местом осигурала учешће у финалу.
У финалу Олимпијских игара, у четвртој серији, бацила је копље 66,18 метара и победила поново са новим националним рекордом.
Тадашњи председник ИААФ-а, Себастијан Коу, прогласио је Сару Колак највећим изненађењем целог атлетског програма Олимпијских игара у Рију.

## Занимљивости
- Занимљиво да је Сандра Перковић хрватска бацачица диска, светска и олимпијска победница, видевши да Сара нема своје сопствено копље, уочи Олимпијских игара 2016. купила Сари ново копље с потписом Норвежанина Андреаса Торкилдсена, (двоструки олимпијски победник, светски и европски првак) њеног бацачког узора.
- Осим што јој је купила копље, Сандра јој је плела и „победничке фризуре”: уочи финала Европског првенства 2016. у Амстердаму, када је била бронзана, и уочи квалификација и финала Олимпијских игара.
- Град Лудбрег јој се за њене успехе одужио спомен-плочом на којо стоји дужина њеног личног и државног рекорда.